# Wielkopłetw czarny
Wielkopłetw czarny (Macropodus spechti) – gatunek słodkowodnej ryby z rodziny guramiowatych (Osphronemidae).

## Występowanie
Środkowy Wietnam. Występuje w dorzeczach rzek Thu Bồn i Sông Hương.

## Charakterystyka
Dymorfizm płciowy – samce wielkopłetwa czarnego mają większe od samic i dłuższe płetwy. Ich ciało w okresie tarła jest ubarwione ciemnobrązowo, zaś samic jasno.
Dorasta do ok. 6 cm długości.

## Wymagania hodowlane
Wielkopłetwa czarnego można pielęgnować w akwarium jednogatunkowym lub wielogatunkowym. Musi być ono gęsto obsadzone roślinami, by wśród nich mogły znaleźć schronienie osobniki napastowane przez samca. Woda o temperaturze 20–26 °C, ph 6,5–7,8. Miękka do twardej, 5–22°n. Każdy pokarm dostępny w sprzedaży jest odpowiedni, zarówno żywy, suchy jak i mrożony.

## Rozmnażanie
W czasie zalotów godowych, a przede wszystkim podczas tarła i opieki nad potomstwem dochodzi do ostrych bójek. Samce budują pieniste gniazda z dużych pęcherzyków powietrza.